# Tancredo de Rohan
Tancredo de Rohan (1630-1649), pretendiente al ducado de Rohan. Era hijo putativo del duque Enrique II de Rohan (1579-1638), e hijo de su esposa Margarita de Béthune-Sully, y probablemente de su amante, el duque de Candale. Nacido en París durante la estadía del duque Enrique en Venecia, fue educado y criado en Holanda.
A la muerte del duque Enrique, acaecida en Argovia mientras prestaba servicios a Suiza, su madre intentó arduamente de que le fuese otorgado el título de Duque de Rohan, ya que la única hija del matrimonio, sucesora de Enrique y llamada también Margarita, había contraído matrimonio con el conde Enrique de Chabot, nupcias que no aprobaba Margarita de Béthune. Sin embargo, en 1646, el Parlamento de París falló a favor de Margarita de Rohan-Chabot.
Durante La Fronda del parlamento, Tancredo iba a alcanzar su mayoría de edad e iba a apelar en contra del juicio que había confirmado como heredera de su padre putativo a su hermana, pero se manifestó en contra del ministerio del cardenal Julio Mazarino, y algún tiempo después fue emboscado en el bosque de Vincennes, siendo muerto de un disparo.
Henri Griffet publicó en Lieja, en 1767, una obra llamada Historia de Tancredo de Rohan. La obra del historiador Henri Martin intitulada Medianoche y mediodía, escrita en 1832, fue reeditada en 1855 bajo el nombre de Tancredo de Rohan. 
- Datos: Q3515003
- Multimedia: Tancrède de Rohan / Q3515003